# Csepregi János
Csepregi János (Pécs, 1980. augusztus 10. –) magyar író, költő, mentálhigiénés szakember.

## Élete
Gyermekkorát Tolna megyében, Simontornyán töltötte. Mire iskolába ment, már gyújtott fel házat, égetett el cipőket az óvodai cserépkályhában, törte el másfél hónapon belül kétszer ugyanazt a lábát és írtak róla szakdolgozatot, mint magatartás-zavaros gyerekről.
Érthetetlen okokból középiskolai tanulmányait műszaki területen kezdte meg. Az első iskolát ott kellett hagynia, megelőzendő, hogy kicsapják, a másodiknál már csak a kollégiumból rúgták ki. (Bosszúból elhozta a Lenin-összes 11 kötetét.) Mivel állandóan volt mit mondania, azonban nem mindig lehetett beszélni, jött az írás. Versei kezdetben egy rockbanda szövegeiként kerültek a nagyközönség elé, énekesként rekedten üvöltötte őket a mikrofonba néhány vidéki művelődési ház színpadán. A zenei karrierről kiváló érzékkel mondott le (a világon kevés olyan ember van, akinek még nála is rosszabb ritmusérzéke lenne).
Felsőfokú tanulmányait a pedagógia, a teológia és a mentálhigiéné területén végezte.
Az irodalom mellett – főállásban – szociális területen dolgozik sérüléssel élő felnőtt emberekkel.
Legújabb regénye (Pagony, 2024.) a Misinek ma rossz napja van egy spektrumzavaros kisfiú egy napját meséli el. A könyv a megjelent kritikák alapján egyaránt szól gyerekeknek és felnőtteknek, érintetteknek és a téma iránt érdeklődőknek. A könyv egyszerre vicces és komoly.
Jelenleg Keszthelyen él.

## Kötetei
- Misinek ma rossz napja van. Pagony Kiadó, Budapest, 2024., ifjúsági regény
- Morgensternt tiszta papírra, 1942. Versek kívülről befelé; Now Books & Music, Budapest, 2018 – A konceptkötet gerincét a generációk közti szakadékokkal, az eltemetett, feldolgozatlan múlttal, a családi és nemzeti tagadás problémájával, a párbeszéd hiányával és az identitás kérdéseivel foglalkozó versek alkotják. A kötet teljes grafikai tervezését Nagy Kincső végezte. A kötethez készült audiovizuális és zenei installációkat, versklippeket Markó Dániel és Tanka Balázs készítették.
- Az amerikai fiú. Ulpius-Ház, regény, 2013 (a 84. Ünnepi Könyvhétre)
- "Lennonádé felolvasós" címen 2013 novemberében készült el az a stúdióalbum, amin a Tai Chi Teacher zenekarral közös könnyűzenei-irodalmi műsor került rögzítésre. A lemez teljes anyaga ingyenesen letölthető az alábbi linken keresztül.
- Ímé, a test…. FISZ-Napkút Kiadó, 2008, versek
- Mindennapi legendák. FISZ, Budapest, 2005, novellák

A Misinek ma rossz napja van kapcsán írták: 
"Ez csak egy kis részlete Misi kalandos napjának, de mutatja, hogy fordulatos történetre számíthatunk. Ám nem is a kalandok teszik ezt a könyvet ennyire szerethetővé, hanem hogy finoman és empátiával mutatja be, milyen lehet „Misinek” lenni. Frissen elvált többgyerekes szülők fiaként, egy teljesen új helyzetben, új élőhelyen navigálni egy olyan világban, ami mintha nem rá lenne szabva. Tetszett, hogy nincs kimondva, de mégis sejtjük, Misi nem neurotipikus gyerek. Rengeteg mindennel kell hát megküzdenie, és szívszorító látni, mennyire úgy érzi, mindezt egyedül kell cipelnie. Persze a történet során kiderül, mennyire nincs egyedül, hogy milyen sokan állnak mellette. Ahogy az is, hogy kissé furcsa viselkedésével mennyire sokat segít a környezetének.
A könyv különböző betűtípusokkal és -méretekkel íródott, szerepelnek benne emotikonok és hasonló vizuális elemek, és mindez előnyére válik. A szöveg igényes marad, a vizualitás meg szinte illusztrálja a mondanivalót. A gyerekeket segíti a hosszabb szöveg befogadásában, és jól modellezi Misi belső világát." Rudolf Panka irodalomterapeuta ajánlója
A Morgensternt tiszta papírra - 1942 kapcsán írták:
"Csepregi János új kötetének versei nyílt sebként tárulnak fel előttünk, és mi – szégyentelen voyeur-ök – csak állunk a boncasztal mellett. Ezt a műtétsorozatot nem előzi meg fájdalomcsillapítás. Kényelmes volna elhinni az önhazugságot; hogy mindez nem a mi háborúnk, nem a mi ki- és bevándorlásunk (képletesen vagy épp hétköznapi értelemben), nem a mi szétesett családunk, nem a mi halálunk, önmagunk folyamatos és hasztalan keresése.
A Morgenstern tiszta papírra szűk térben működik igazán, ahol veszélyes közelség alakul ki szöveg és olvasó között. Nem a forma, a tárgy diktál, a ciklusoknak utóbbi ad szigorú belső ritmust. Az újraérintés lehetetlensége, a megértés kilátástalansága albioni ködként telepszik ránk, ha a remény olykor meg is csillan egy kórházkerti padon, St. Mary Mead nyúltetemein vagy épp Varsó szürkére mosott egén.
Csepregi lírai költő. Zavarba ejtő közelségbe hozza a test szenvedésének képeit, a búcsúzást önmagunktól és mégis: mindezt gyakran játékosan, néhol önfeledt humorral teszi, mint kisgyerek, aki miután szétrúgott mindent, elcsöndesedik, hogy hallgassa jelenlétünk halkuló visszhangjait…
Nehéz könyv ez, aminek befogadásáért meg kell küzdeni. Leginkább önmagunkkal, saját démonainkkal. Senki nem ígérte, hogy könnyű lesz. Ha igen, biztosan hazudott." (Huszti Gergely fülszövege)
Társszerzőként:
- Csepregi János–Dániel András–Kollár Árpád: Nyuca. Bestiárium; ill. Nagy Norbert; Scolar, Budapest, 2021

- KÁBÉ23 – a Kerekes Band első majdnem két és fél évtizede Archiválva 2020. augusztus 6-i dátummal a Wayback Machine-ben. (társszerző) NOW Books and Music, Budapest, 2018
- Zsemberi-Szígyártó Miklós-Csepregi János: Zsibbadás - könyv a pánikbetegségről, Semmelweis Kiadó és Multimédia Stúdió, Budapest 2020

## Jelentősebb díjai
- 2008: Junior Prima díj Magyar irodalom kategóriában (2008)
- 2008: Móricz Zsigmond irodalmi ösztöndíj
- 2010, 2014, 2017: NKA alkotó ösztöndíj